# North Bank Region
Die North Bank Region (vormals: North Bank Division) ist eine von sechs Verwaltungseinheiten des westafrikanischen Staates Gambia. Die Region entspricht der Local Government Area Kerewan.

## Geographie
Die 2256 km² große Region, mit dem Sitz der Verwaltungseinheit in Farafenni (19.512 Einwohner) im Distrikt Lower Baddibu, ist unterteilt in sechs Distrikte. Mit 178.612 Einwohnern (Berechnung 2013) erstreckt sich die Region von der atlantischen Küste, nördlich des Gambia-Flusses bis zur Central River Region im Osten.

### Distrikte
Die sechs Distrikte sind: Lower Niumi, Upper Niumi, Jokadu, Lower Baddibu, Central Baddibu und Upper Baddibu.

### Ortschaften
Die zehn größten Orte sind:
- Farafenni, 19.512
- Essau, 6640
- Barra, 5799
- Salikenne, 3704
- Kerewan, 3534
- Ndugu Kebbeh, 3215
- Fass Njaga Choi, 3020
- Fass Chaho, 2635
- Nja Kunda, 2010
- Saba, 1933

## Bevölkerung
Nach einer Erhebung von 1993 (damalige Volkszählung) stellt die größte Bevölkerungsgruppe die der Mandinka mit einem Anteil von rund vier Zehnteln, gefolgt von den Fula und den Wolof. Die Verteilung im Detail: 41,9 % Mandinka, 16,4 % Fula, 30 % Wolof, 0,7 % Jola, 0,5 % Serahule, 6,3 % Serer, 0,1 % Aku, 1,1 % Manjago, 2,1 % Bambara und 0,9 % andere Ethnien.

## Geschichte
Ende 2007 wurde im Rahmen einer Verwaltungsreform aus der ehemaligen North Bank Division die North Bank Region.
| \| Jahr \| Einwohnerzahl \| Bemerkung \| \| ---- \| ------------- \| ------------ \| \| 1963 \| 63.045 \| Volkszählung \| \| 1973 \| 93.388 \| Volkszählung \| \| 1983 \| 112.225 \| Volkszählung \| \| 1993 \| 156.462 \| Volkszählung \| \| 2003 \| 172.806 \| Volkszählung \| \| 2005 \| 175.564 \| Berechnung \| \| 2006 \| 176.793 \| Berechnung \| \| 2007 \| 177.911 \| Berechnung \| \| 2008 \| 178.704 \| Berechnung \| \| 2009 \| 179.497 \| Berechnung \| \| 2010 \| 180.170 \| Berechnung \| \| 2012 \| 181.228 \| Berechnung \| \| 2013 \| 178.612 \| Berechnung \| |               |              |
| Jahr | Einwohnerzahl | Bemerkung    |
| 1963 | 63.045        | Volkszählung |
| 1973 | 93.388        | Volkszählung |
| 1983 | 112.225       | Volkszählung |
| 1993 | 156.462       | Volkszählung |
| 2003 | 172.806       | Volkszählung |
| 2005 | 175.564       | Berechnung   |
| 2006 | 176.793       | Berechnung   |
| 2007 | 177.911       | Berechnung   |
| 2008 | 178.704       | Berechnung   |
| 2009 | 179.497       | Berechnung   |
| 2010 | 180.170       | Berechnung   |
| 2012 | 181.228       | Berechnung   |
| 2013 | 178.612       | Berechnung   |

## Politik
Der Verwaltungseinheit steht ein Gouverneur vor, seit August 2020 ist Musa Seku Kanteh Amtsinhaber dieser Position.